# عبر النيجر
عبر النيجر (بالإنجليزية: Across the Niger)‏ هُو فيلم دراما نيجيري أصدر سنة 2004 وأخرجه إيزو أوجوكو فيما كتبه كابات إسوسا إغبون. يخوض الفيلم في المُعضلات الأخلاقية للحرب الأهلية النيجيرية في الفترة 1967-1970. الفيلم من بطولة المُمثلة شيويتالو آغو، وقد تم ترشيح هذه الأخيرة لنيل جائزة الأكاديمية الأفريقية للأفلام لأفضل ممثلة في دور مساعد عن دورها في الفيلم وذلك في حفل توزيع جوائز أكاديمية الأفلام الأفريقية في دورته الرابعة سنة 2008.

## روابط خارجية
عبر النيجر على موقع IMDb (الإنجليزية)
- عبر النيجر على موقع قاعدة بيانات الفيلم (الإنجليزية)
- عبر النيجر على موقع ليتربوكسد (الإنجليزية)